# Roparz Hemon
Roparz Hemon (Brest, Bretaña, Francia, 18 de noviembre de 1900 - Dublín, Irlanda, 29 de junio de 1978) era el seudónimo de Louis Nemo, lingüista, novelista y dramaturgo francés que escribía en bretón.
Autor de numerosos diccionarios, gramáticas, poemas e historias cortas. Fundó Gwalarn, una publicación literaria en bretón en la que muchos jóvenes autores publicaron sus primeros escritos en los años 1920 y 1930.

## Segunda Guerra Mundial
Sirvió en el Ejército de Tierra francés a principios de la Segunda Guerra Mundial, siendo herido y hecho prisionero por los alemanes.
Al regresar a Brest en agosto de 1940 volvió a retomar la publicación de Gwalarn. En noviembre de ese año se unió a la Radio Roazhon-Breizh, un programa emitido semanalmente y creado por la propaganda nazi. Desde 1941 dirigió el semanario Arvor, donde realizó varias declaraciones contra los judíos. En octubre de 1942, Leo Weisgerber le propuso para ayudar a fundar el "Instituto Celta de Bretaña". Hemon prestó otros servicios a los alemanes, como ayudando a constituir archivos contra el prefecto Ripert.

## Postguerra
Tras la liberación de Francia, Hemon voló a Alemania. Volviendo a Francia en 1945, siendo encarcelado durante un año y sentenciado a diez años por Indignité nationale. Finalmente se exilió a Irlanda, donde falleció.